# 文永寺 (飯田市)
文永寺（ぶんえいじ）は、長野県飯田市にある真言宗智山派の寺院。山号は南原山。

## 歴史
創建は文永元年（1264年）、亀山天皇の勅願により、信濃国伴野荘の地頭で鎌倉幕府御家人の知久信貞が、京都の醍醐寺理性院の隆毫阿闍梨を開山として創建したとされ、爾来、理性院とは関係が深く、大元帥修法を厳修する勅願所として朝廷とも関わりを持ち、天皇宸翰の女房奉書が8通残っている。知久氏からは2世定成、4世頼舜、6世宗詢、7世仙耀、8世宗順と当寺の住職となるものが多く出た。特に6世宗詢は康正2年（1456年）に後花園天皇の綸旨を賜り、大元帥堂が建てられた。
隆盛期には12の院坊に堂塔が立ち並んでいたとされるが、天文23年（1554年）には武田氏の兵火により、神ノ峰城とともに焼失したが、徳川家康配下の伊那郡代官朝日受永より、朱印地70石を寄進される。現在の建物は江戸時代中期以降のものである。
本尊の大元帥明王は承和5年（838年）に入唐僧の常暁律師が請来したものといわれる。

## 境内
寺標の立つ山門からは唐破風入母屋の二天門を通ってまっすぐな参道が続き、境内に入ると鐘楼と阿弥陀堂がある。鐘楼の背後には築地塀が本堂境内を区切り、向唐門の勅使門が立っている。
二天門の門内には増長天と多聞天が安置されているが、天正年間に本堂が焼失した際に運び出されたものという。鐘楼にある梵鐘は鎌倉時代のものとされ、長野県宝に指定されている。
弘安6年（1283年）「神（知久）敦幸」の銘がある石室と五輪塔は南都（奈良）石工菅原行長により造られた。昭和5年（1930年）国の重要文化財に指定されている。

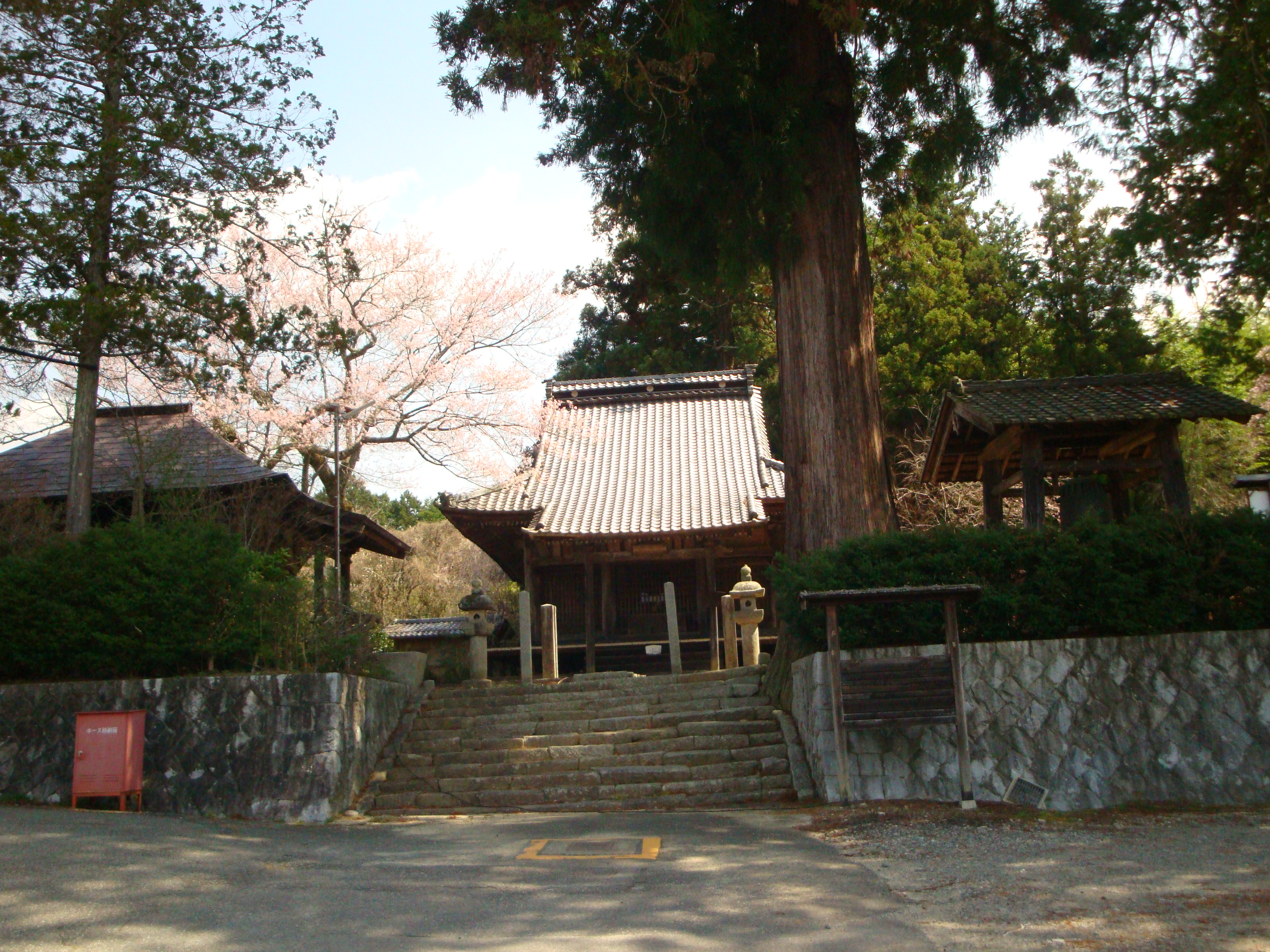
阿弥陀堂と鐘楼
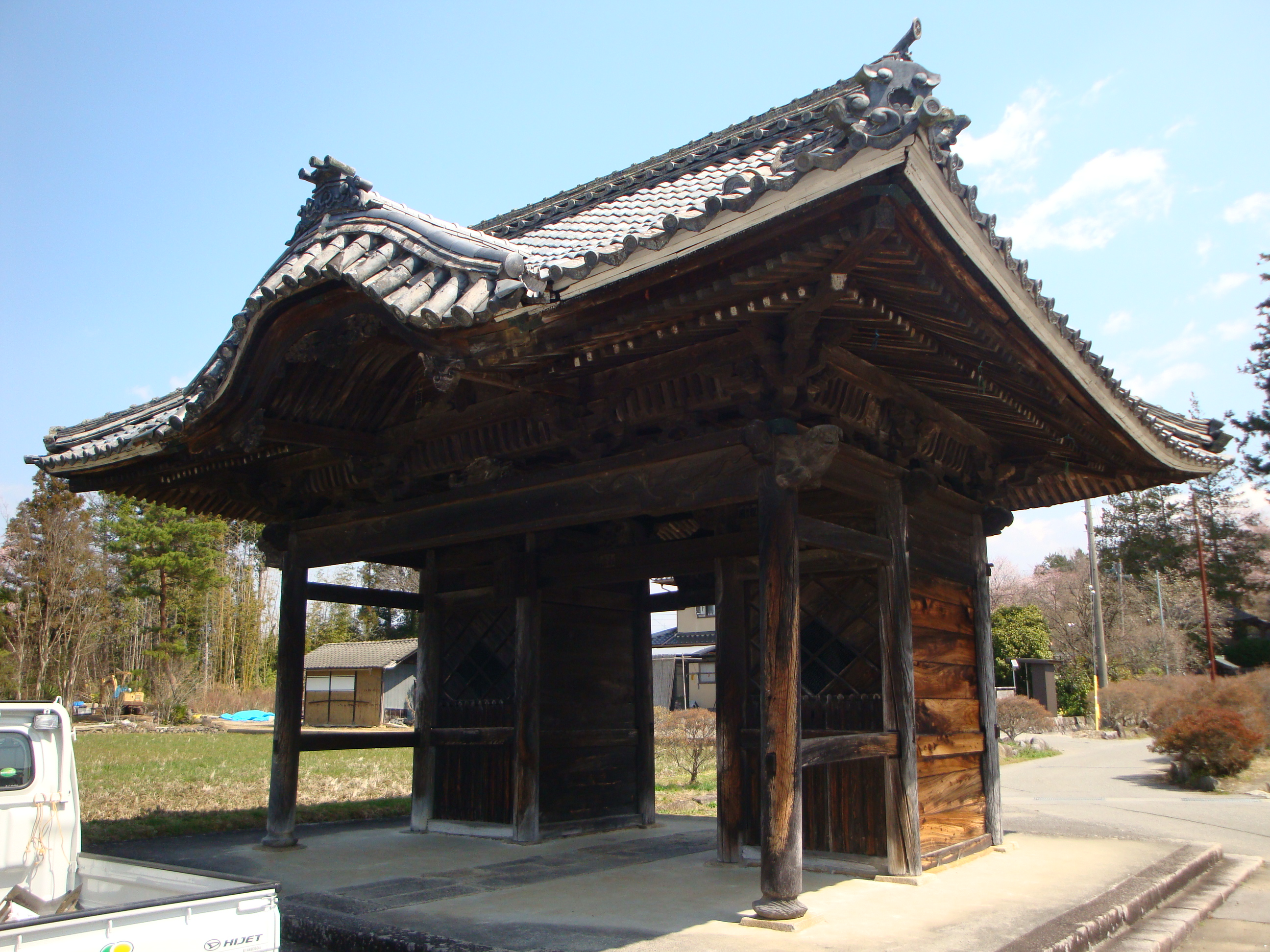
二天門
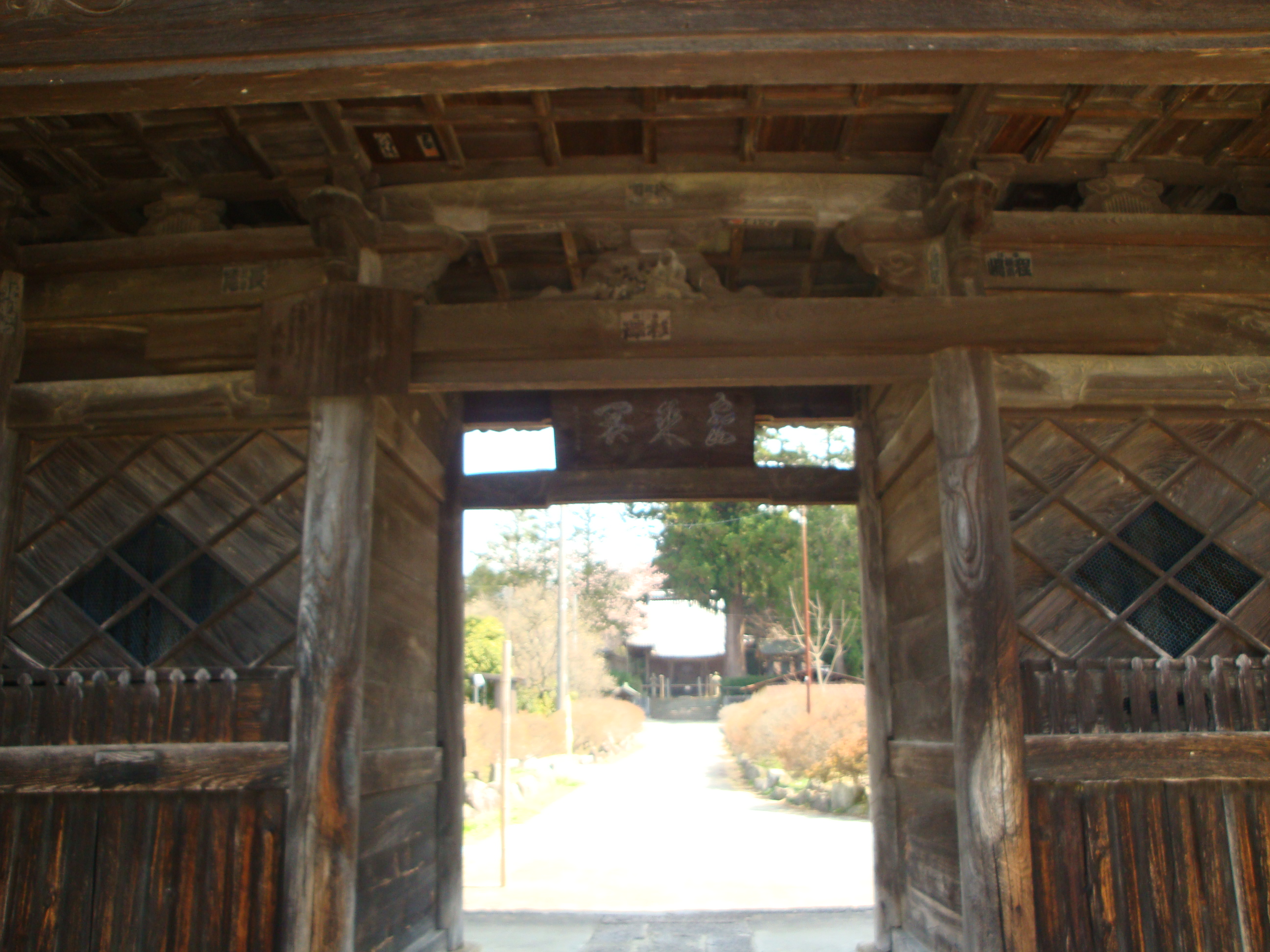
二天門より阿弥陀堂を望む
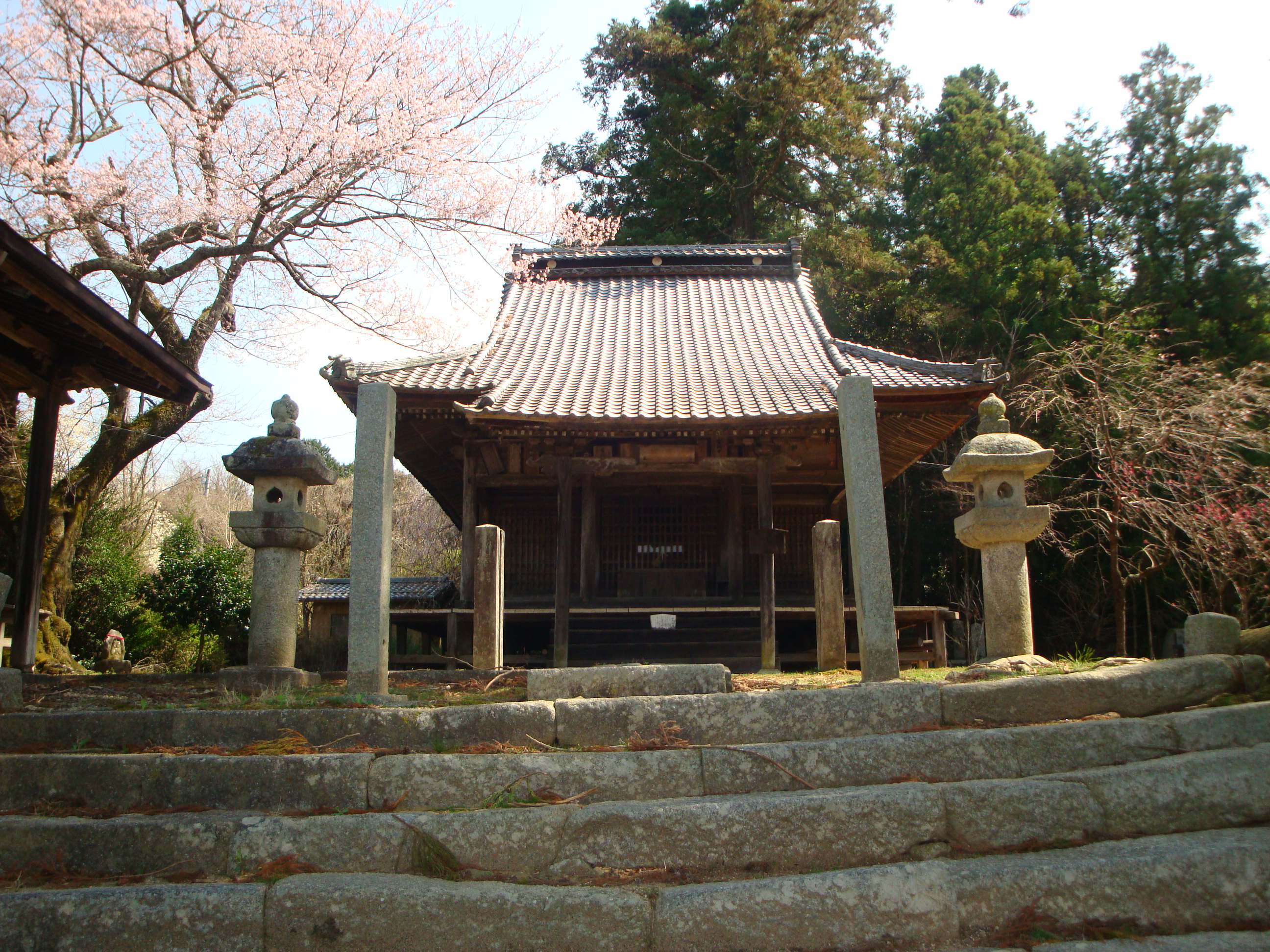
阿弥陀堂
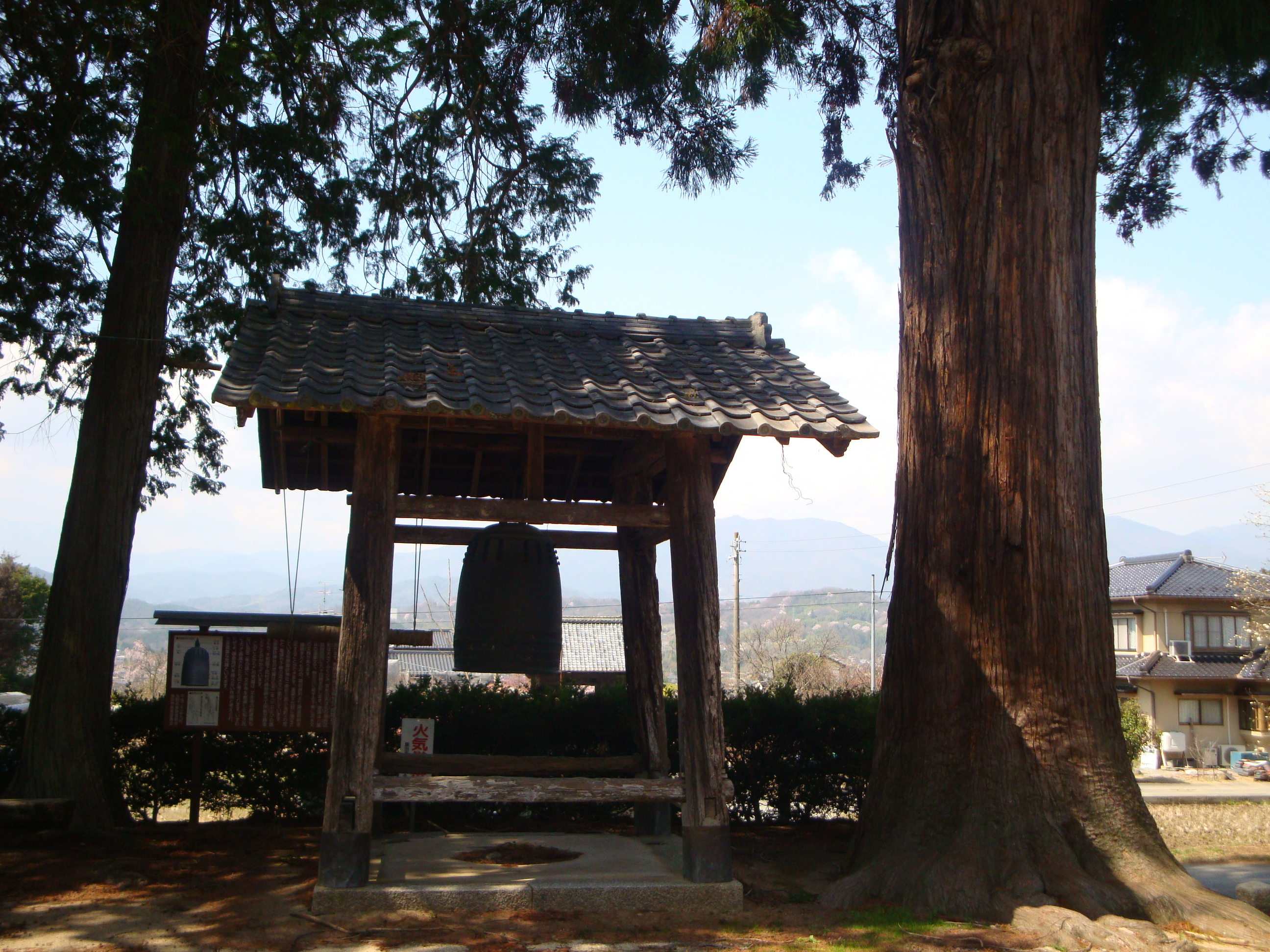
鐘楼
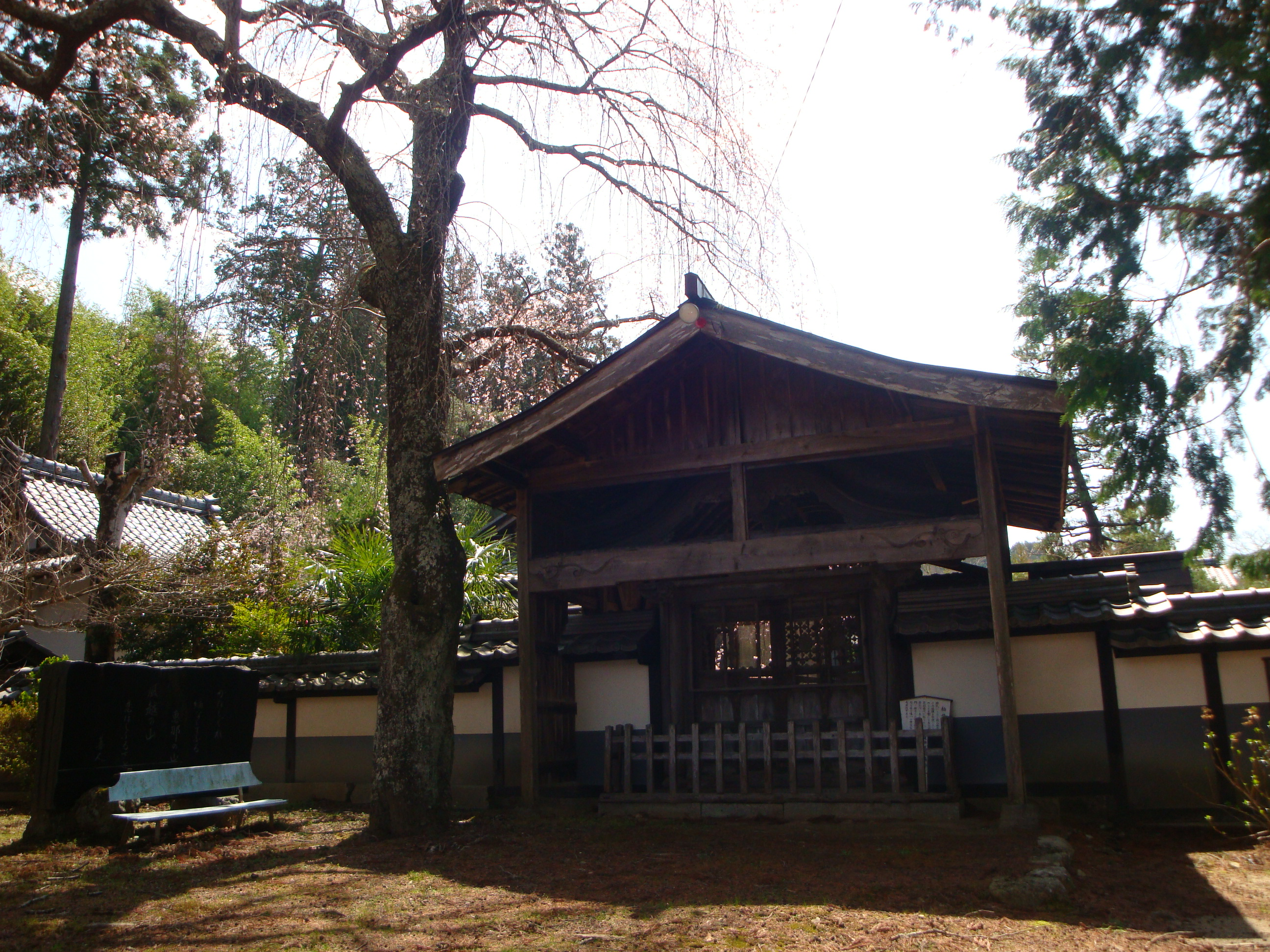
勅使門全景
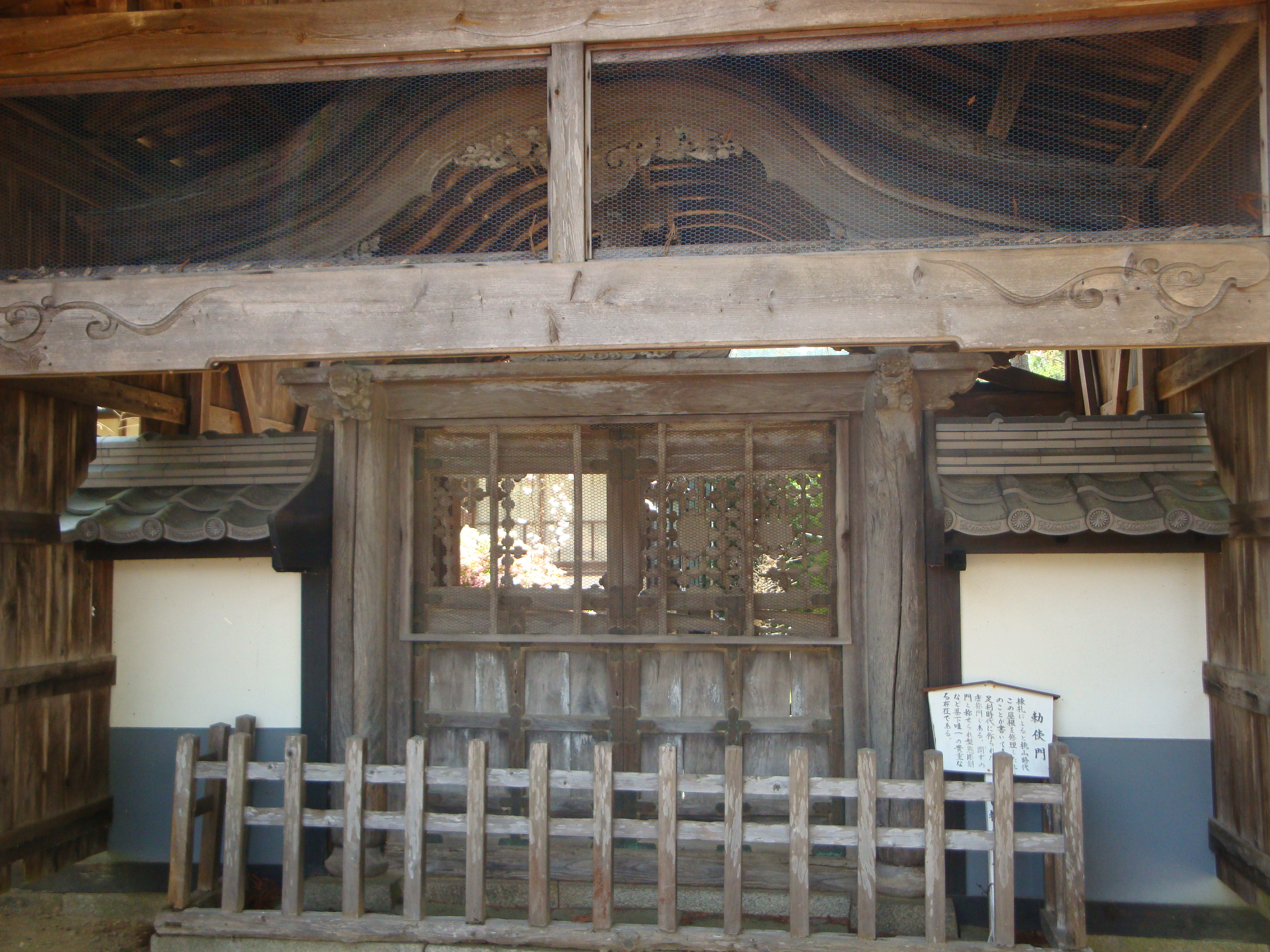
勅使門

## 文化財

### 重要文化財

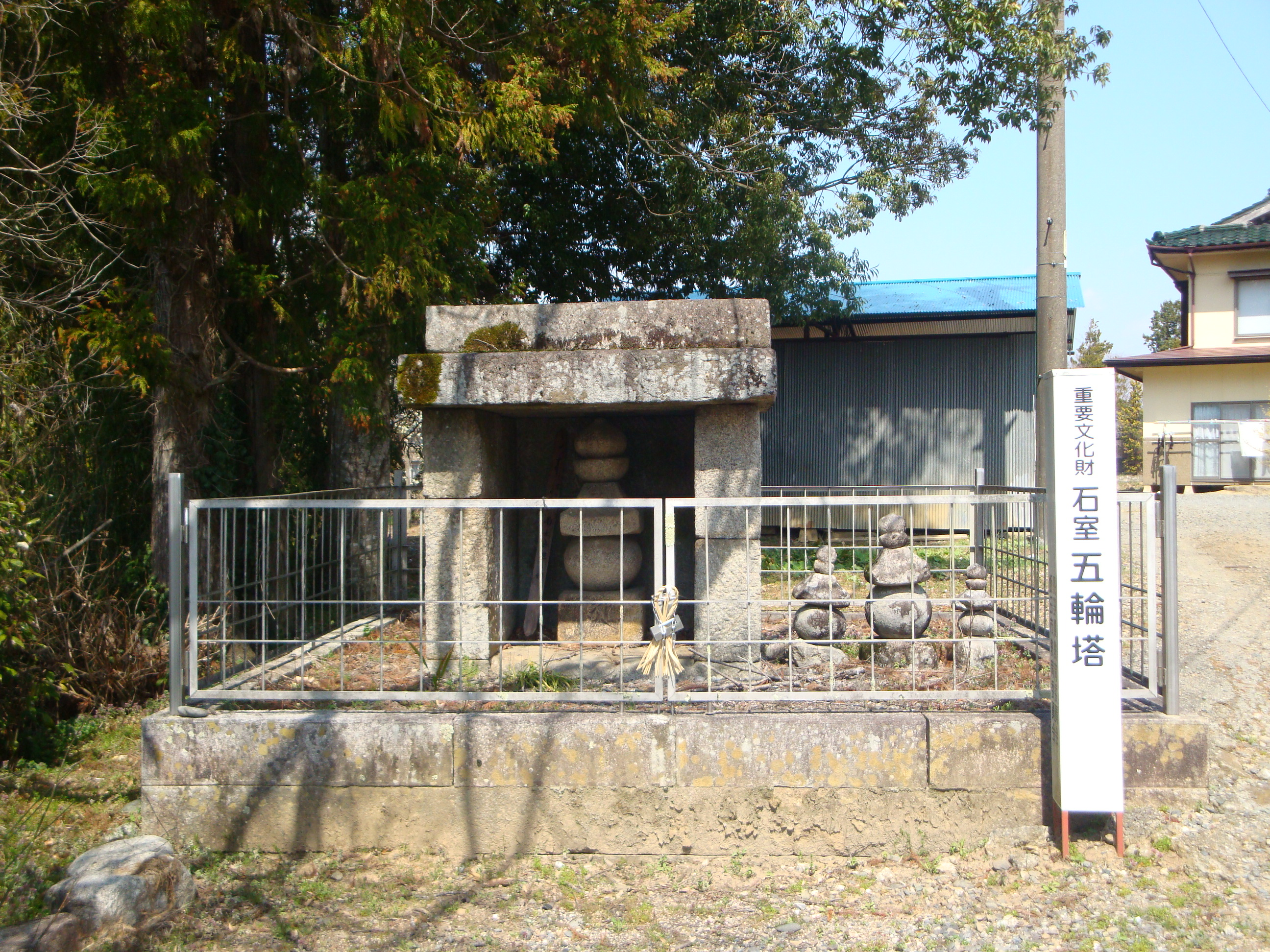
石室
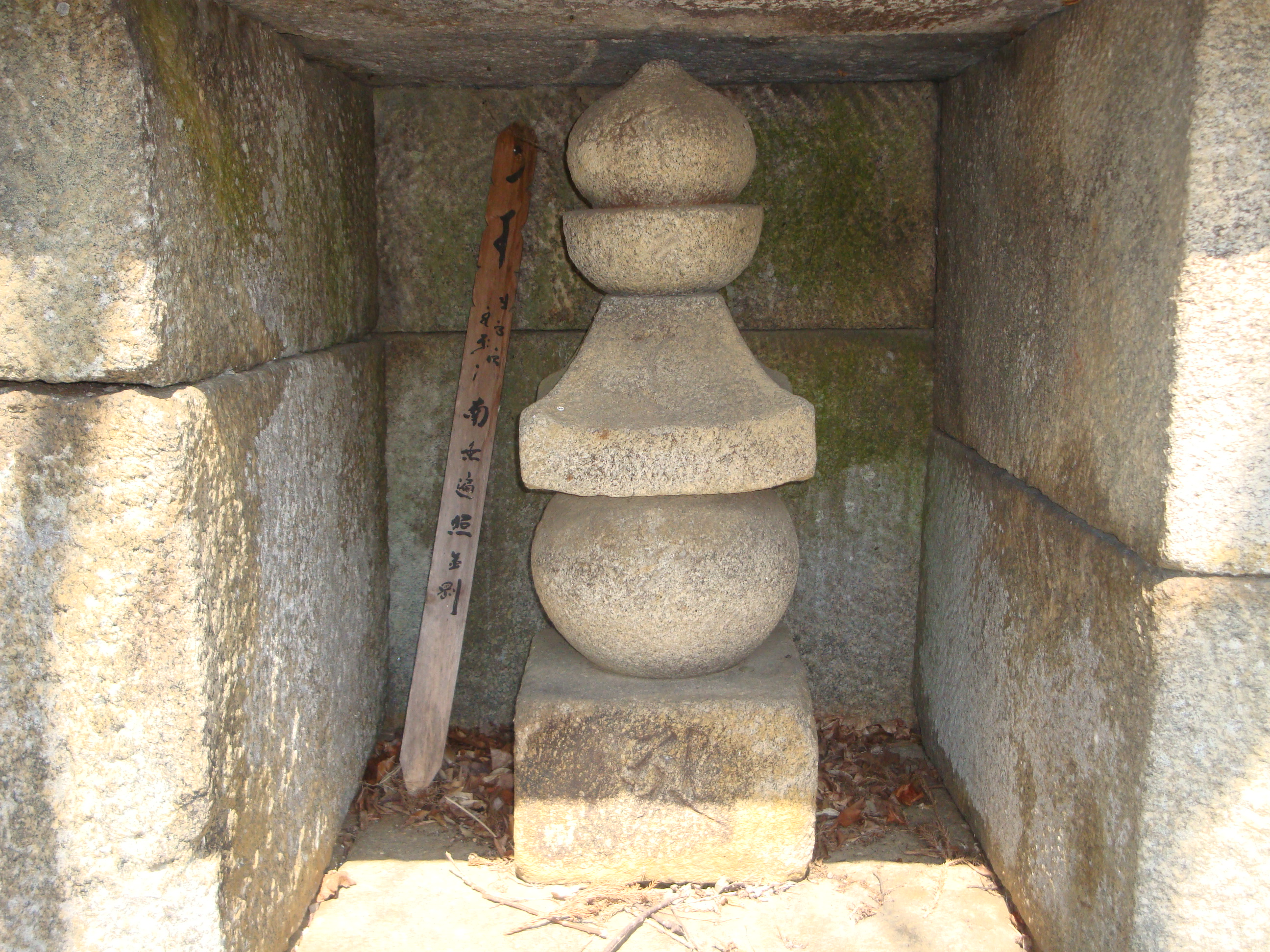
五輪塔

- 石室
- 五輪塔